# مصعب المومني (رياضي)
مصعب إبراهيم المؤمني (مواليد 28 أغسطس 1986) هو رياضي أردني يتنافس في رياضة رمي القرص ورمي الرمح. مثّل الأردن في منافسات رمي القرص في بطولة العالم لألعاب القوى عام 2013 دون أن يتأهل للنهائي. كما فاز بميدالية برونزية في بطولة آسيا 2019 لألعاب القوى.

## المنافسات الدولية
| العام        | المسابقة                                                                   | المكان                                | المركز       | حدث                   | ملاحظة       |
| تمثيل الأردن | تمثيل الأردن                                                               | تمثيل الأردن                          | تمثيل الأردن | تمثيل الأردن          | تمثيل الأردن |
| ------------ | -------------------------------------------------------------------------- | ------------------------------------- | ------------ | --------------------- | ------------ |
| 2003         | بطولة العالم للشباب لألعاب القوى 2003                                      | شيربروك، كندا                         | 13 (تصفيات)  | رمي القرص (1.5 كجم)   | 53.31 م      |
| 2005         | ألعاب التضامن الإسلامي في ألعاب القوى 2005                                 | مكة المكرمة، المملكة العربية السعودية | 8            | رمي القرص             | 54.26 م      |
| 2007         | بطولة آسيا لألعاب القوى 2007                                               | عمان، الأردن                          | 9            | رمي الكرة             | 15.88 م      |
| 2007         | بطولة آسيا لألعاب القوى 2007                                               | عمان، الأردن                          | 7            | رمي القرص             | 53.94 م      |
| 2007         | ألعاب البحر الأبيض المتوسط                                                 | القاهرة، مصر                          | 6            | رمي القرص             | 51.45 م      |
| 2011         | بطولة آسيا لألعاب القوى 2011\|بطولة آسيا                                   | كوبه، اليابان                         | 7            | رمي الكرة             | 17.44 م      |
| 2011         | بطولة آسيا لألعاب القوى 2011\|بطولة آسيا                                   | كوبه، اليابان                         | 5            | رمي القرص             | 54.49 م      |
| 2011         | ألعاب العالم العسكرية لألعاب القوى 2011\|ألعاب العالم العسكرية             | ريو دي جانيرو، البرازيل               | 8            | رمي الكرة             | 16.61 م      |
| 2011         | ألعاب العالم العسكرية لألعاب القوى 2011\|ألعاب العالم العسكرية             | ريو دي جانيرو، البرازيل               | 3            | رمي القرص             | 60.97 م      |
| 2011         | بطولة العرب لألعاب القوى 2011\|بطولة العرب                                 | العين، الإمارات العربية المتحدة       | 3            | رمي الكرة             | 17.18 م      |
| 2011         | بطولة العرب لألعاب القوى 2011\|بطولة العرب                                 | العين، الإمارات العربية المتحدة       | 3            | رمي القرص             | 54.08 م      |
| 2011         | ألعاب البحر الأبيض المتوسط 2011 في ألعاب القوى\|ألعاب البحر الأبيض المتوسط | الدوحة، قطر                           | 6            | الرمي بالكرة الحديدية | 16.68 متر    |
| 2011         | ألعاب البحر الأبيض المتوسط 2011 في ألعاب القوى\|ألعاب البحر الأبيض المتوسط | الدوحة، قطر                           | 3            | رمي القرص             | 58.95 متر    |
| 2012         | بطولة غرب آسيا لألعاب القوى\|بطولة غرب آسيا                                | دبي، الإمارات العربية المتحدة         | 4            | الرمي بالكرة الحديدية | 17.86 متر    |
| 2012         | بطولة غرب آسيا لألعاب القوى\|بطولة غرب آسيا                                | دبي، الإمارات العربية المتحدة         | 4            | رمي القرص             | 58.84 متر    |
| 2013         | بطولة آسيا لألعاب القوى 2013\|بطولة آسيا                                   | بونا، الهند                           | 12           | الرمي بالكرة الحديدية | 17.75 متر    |
| 2013         | بطولة آسيا لألعاب القوى 2013\|بطولة آسيا                                   | بونا، الهند                           | 5            | رمي القرص             | 60.21 متر    |
| 2013         | بطولة العرب لألعاب القوى 2013\|بطولة العرب                                 | الدوحة، قطر                           | 5            | الرمي بالكرة الحديدية | 17.74 متر    |
| 2013         | بطولة العرب لألعاب القوى 2013\|بطولة العرب                                 | الدوحة، قطر                           | 3            | رمي القرص             | 60.13 متر    |
| 2013         | بطولة العالم لألعاب القوى                                                  | موسكو، روسيا                          | 21 (q)       | رمي القرص             | 59.38 متر    |
| 2015         | ألعاب العالم العسكرية في ألعاب القوى 2015\|ألعاب العالم العسكرية           | مونغيونغ، كوريا الجنوبية              | 8            | الرمي بالكرة الحديدية | 17.79 متر    |
| 2015         | ألعاب العالم العسكرية في ألعاب القوى 2015\|ألعاب العالم العسكرية           | مونغيونغ، كوريا الجنوبية              | 11           | رمي القرص             | 53.97 متر    |
| 2017         | بطولة العرب لألعاب القوى 2017\|بطولة العرب                                 | رادس، تونس                            | 3            | الرمي بالكرة الحديدية | 16.85 متر    |
| 2017         | بطولة العرب لألعاب القوى 2017\|بطولة العرب                                 | رادس، تونس                            | 4            | رمي القرص             | 56.84 متر    |
| 2017         | ألعاب آسيا الداخلية والفنون القتالية الداخلية                              | عشق آباد، تركمانستان                  | 16           | الرمي بالكرة الحديدية | 15.81 متر    |
| 2018         | بطولة غرب آسيا لألعاب القوى\|بطولة غرب آسيا                                | عمان، الأردن                          | 2            | الرمي بالكرة الحديدية | 17.40 متر    |
| 2018         | بطولة غرب آسيا لألعاب القوى\|بطولة غرب آسيا                                | عمان، الأردن                          | 1            | رمي القرص             | 54.07 متر    |
| 2019         | بطولة آسيا لألعاب القوى 2019\|بطولة آسيا                                   | الدوحة، قطر                           | 13           | الرمي بالكرة الحديدية | 16.00 متر    |
| 2019         | بطولة آسيا لألعاب القوى 2019\|بطولة آسيا                                   | الدوحة، قطر                           | 3            | رمي القرص             | 58.27 متر    |
| 2022         | ألعاب القوى في ألعاب التضامن الإسلامي 2021\|ألعاب التضامن الإسلامي         | قونية، تركيا                          | 8            | الرمي بالكرة الحديدية | 17.48 متر    |
| 2022         | ألعاب القوى في ألعاب التضامن الإسلامي 2021\|ألعاب التضامن الإسلامي         | قونية، تركيا                          | 7            | رمي القرص             | 56.41 متر    |

## الأفضليات الشخصية
في الهواء الطلق
- الرمي بالكرة الحديدية – 18.33 (عمان 2012) الرقم القياسي الأردني
- رمي القرص – 62.64 (عمان 2012) الرقم القياسي الأردني

في الداخل
- الرمي بالكرة الحديدية – 15.81 (عشق آباد 2017) الرقم القياسي الأردني